# Кадуй (городское поселение)
Муниципальное образование посёлок Кадуй — городское поселение в Кадуйском районе Вологодской области Российской Федерации.
Административный центр — рабочий посёлок Кадуй.

## География
Муниципальное образование расположено в южной части района на берегах реки Суды. Граничит на севере с Никольским, а с других сторон с Рукавицким сельскими поселениями.

## История
Статус и границы городского поселения установлены Законом Вологодской области от 6 декабря 2004 года № 1115-ОЗ «Об установлении границ Кадуйского муниципального района, границах и статусе муниципальных образований, входящих в его состав»

## Население
| 2010    | 2011    | 2012    | 2013    | 2014    | 2015    | 2016    |
| ------- | ------- | ------- | ------- | ------- | ------- | ------- |
| 11 407  | ↘11 386 | ↘11 354 | ↗11 407 | ↗11 448 | ↘11 356 | ↗11 371 |
| 2017    | 2018    | 2019    | 2020    | 2021    |         |         |
| ↗11 394 | ↘11 328 | ↘11 233 | ↘11 159 | ↗11 485 |         |         |

## Состав городского поселения
| № | Населённый пункт | Тип населённого пункта                  | Население |
| - | ---------------- | --------------------------------------- | --------- |
| 1 | Кадуй            | рабочий посёлок, административный центр | ↗11 373   |
| 2 | Коптелово        | деревня                                 |           |
| 3 | Крюково          | деревня                                 |           |
| 4 | Чуприно          | деревня                                 |           |